# Henk Dissel
Henk Dissel (Zeist, 21 februari 1991) is een Nederlandse zanger. Hij maakt Nederlandstalige muziek.

## Biografie
In 2008 nam Henk Dissel  deel aan de TROS sterren.nl Academy. Tijdens dit programma bracht hij het nummer '10 Seconden later' uit.
In 2011 bracht Henk Dissel het nummer 'Denk jij nog wel aan mij' uit, dit nummer belandde wekenlang in de Single Top 100.
Het lied 'Lange nacht' dat hij in 2012 uitbracht stond 17 weken in de Single Top 100 en is een cover van Michel Teló. In het najaar kwam Henk met een nieuwe single 'Een bom', deze belandde 10 weken in de Single top 100. Henk trad in 2012 op in de Amsterdam ArenA tijdens de halftimeshow van de concertreeks van Toppers in Concert 2012. In 2015 deed hij mee met de talentenjacht Bloed, zweet & tranen op SBS6.
In 2024 verscheen Dissel als een van de drie Petrus-herkenners in de viertiende editie van The Passion.

## Discografie

### Singles
| Single met eventuele hitnotering(en) in de Nederlandse Top 40 | Datum van verschijnen | Datum van binnenkomst | Hoogste positie | Aantal weken | Opmerkingen                              |
| ------------------------------------------------------------- | --------------------- | --------------------- | --------------- | ------------ | ---------------------------------------- |
| 10 Seconden later                                             | 2008                  | -                     |                 |              |                                          |
| Ik wil jou                                                    | 2009                  | -                     |                 |              | Nr. 95 in de Single Top 100              |
| Vanavond                                                      | 2010                  | -                     |                 |              | Nr. 52 in de Single Top 100              |
| Ik geloof nog steeds in jou                                   | 2010                  | -                     |                 |              | Nr. 34 in de Single Top 100              |
| Alleen maar jou                                               | 2011                  | -                     |                 |              | Nr. 74 in de Single Top 100              |
| Denk je nog wel aan mij                                       | 2011                  | -                     |                 |              | Paradeplaat; Nr. 28 in de Single Top 100 |
| Lange nacht                                                   | 2012                  | -                     |                 |              | Nr. 25 in de Single Top 100              |
| Een bom                                                       | 2012                  | -                     |                 |              | Nr. 46 in de Single Top 100              |
| Kerstmis                                                      | 2012                  | -                     |                 |              | Nr. 32 in de Single Top 100              |
| Dansen                                                        | 2013                  | -                     |                 |              | Paradeplaat; Nr. 26 in de Single Top 100 |
| Noorderwind                                                   | 2013                  | -                     |                 |              |                                          |
| Rood fruit                                                    | 2013                  | -                     |                 |              | Nr. 22 in de Single Top 100              |
| Alle hoeken                                                   | 2014                  | -                     |                 |              | Paradeplaat; Nr. 31 in de Single Top 100 |
| Vlinderslag                                                   | 12-09-2014            | -                     |                 |              | Nr. 67 in de Single Top 100              |
| Jij en ik (nog één keer samen)                                | 2015                  | -                     |                 |              | Nr. 17 in de Single Top 100              |
| Stap voor stap                                                | 2015                  | -                     |                 |              |                                          |
| Bijna                                                         | 2016                  | -                     |                 |              |                                          |
| Bij mij                                                       | 2017                  | -                     |                 |              |                                          |
| Het gevoel                                                    | 2017                  | -                     |                 |              |                                          |
| Het Cafeetje                                                  | 2018                  | -                     |                 |              |                                          |